# Гребенчатый тритон
Гребенчатый тритон (лат. Triturus cristatus) — вид тритонов из рода Triturus отряда хвостатых земноводных.

## Распространение
Ареал гребенчатого тритона захватывает Великобританию (исключая Ирландию), большую часть Европы — север Франции и Швейцарии, Германию, Польшу, Беларусь, большую часть территории Украины, северо-западные области России до Урала, южная граница проходит вдоль Альп, через Румынию и Молдову вдоль побережья Чёрного моря. С севера ареал ограничен южной частью Швеции и Финляндии.
В настоящее время у гребенчатого тритона не выделяют подвидов. Некоторые виды, которые в настоящее время классифицируются как самостоятельные — серопятнистый тритон (Triturus carnifex), дунайский тритон (Triturus dobrogicus), тритон Карелина (Triturus karelinii), ранее считались подвидами гребенчатого тритона.

## Описание

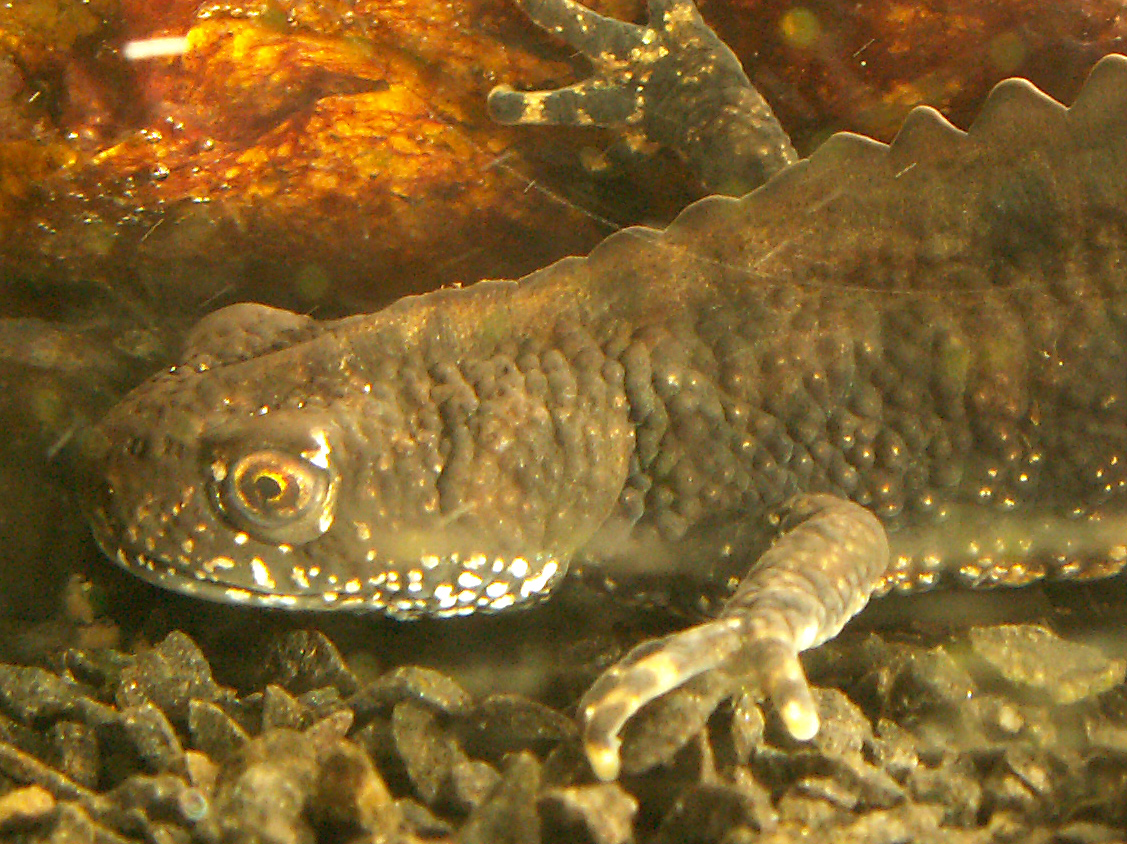
Самец гребенчатого тритона

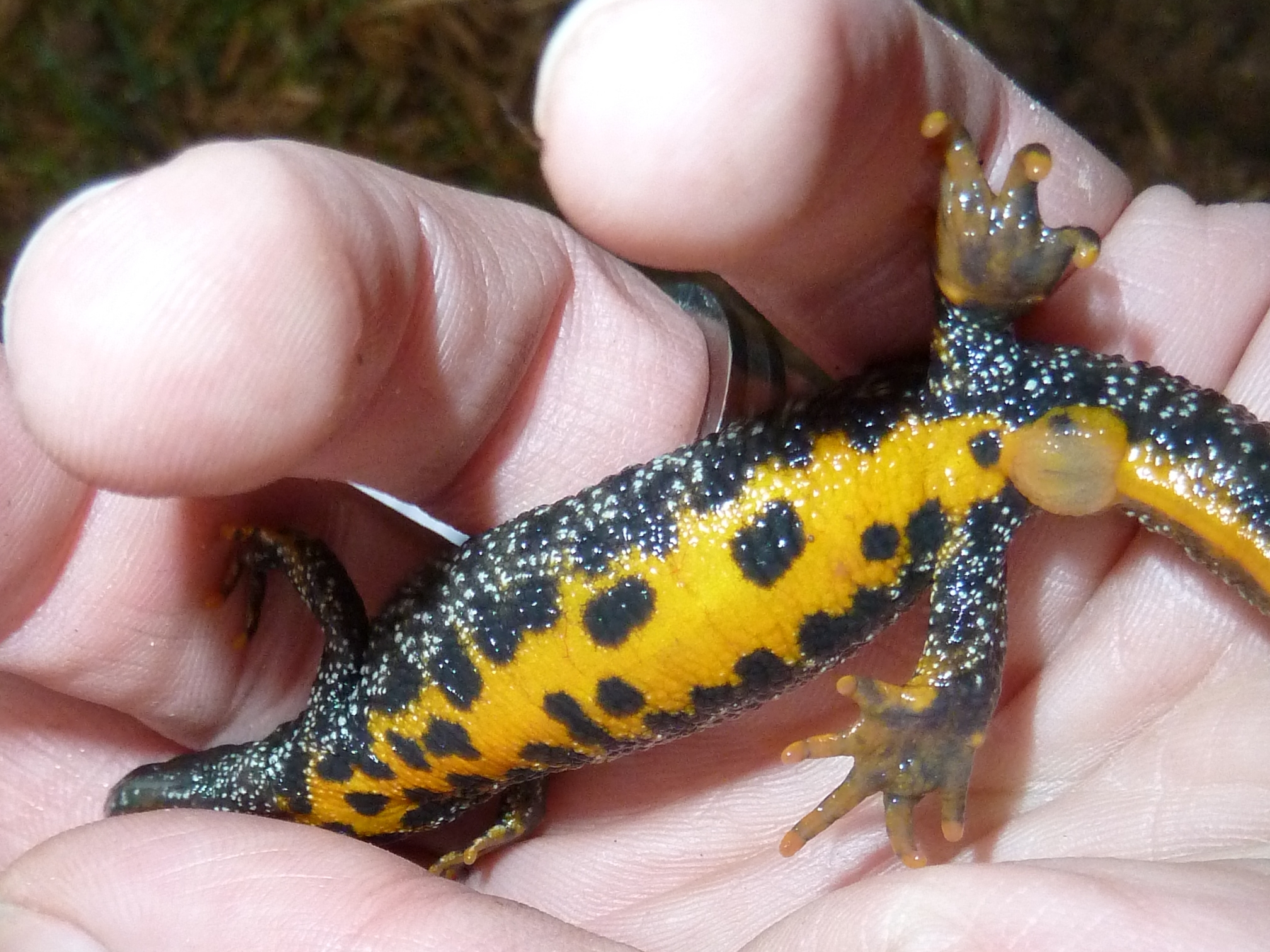
Брюшная сторона

Своё название данный вид тритонов получил благодаря высокому гребню вдоль спины и хвоста, который появляется у самцов в брачный период. Высота гребня может достигать 1,5 см, в районе основания хвоста гребень имеет ярко выраженный перешеек. Часть гребня, проходящая от основания головы до начала хвоста, имеет ярко выраженные зубцы, оставшаяся хвостовая часть гребня более ровная. В обычное время гребень у самцов малозаметен.
Самцы гребенчатого тритона достигают 18 см в длину, размеры самок немного меньше — от 11 до 20 см максимум.
Размножаются в воде. Сверху и с боков гребенчатые тритоны окрашены в тёмно-коричневый цвет и покрыты тёмными пятнами, отчего кажутся практически чёрными. В нижней части бока тритона покрыты мелкими белыми точками, более заметными у самцов в период размножения. Самки окрашены скромно, их расцветка светлее, гребень отсутствует. На спинке у самки заметна жёлтая продольная линия. Брюшко гребенчатого тритона жёлтое или оранжевое, покрыто крупными чёрными пятнами, узор индивидуален для каждого тритона. Вдоль хвоста проходит серебристо-серая полоса. Кожа грубая, шероховатая, на брюшке гладкая.
Отличить самца от самки можно по наличию зубчатого гребня во время брачного сезона. Продолжительность жизни гребенчатого тритона может достигать 27 лет.
Гребенчатые тритоны способны издавать тихие звуки — скрип, писк и глухой свист.
Отличить гребенчатого тритона от обыкновенного можно по отсутствию чёрной продольной полосы, проходящей через глаз, и по прерывистому у основания хвоста спинному гребню, в отличие от обыкновенного тритона, который имеет цельный гребень.

## Образ жизни

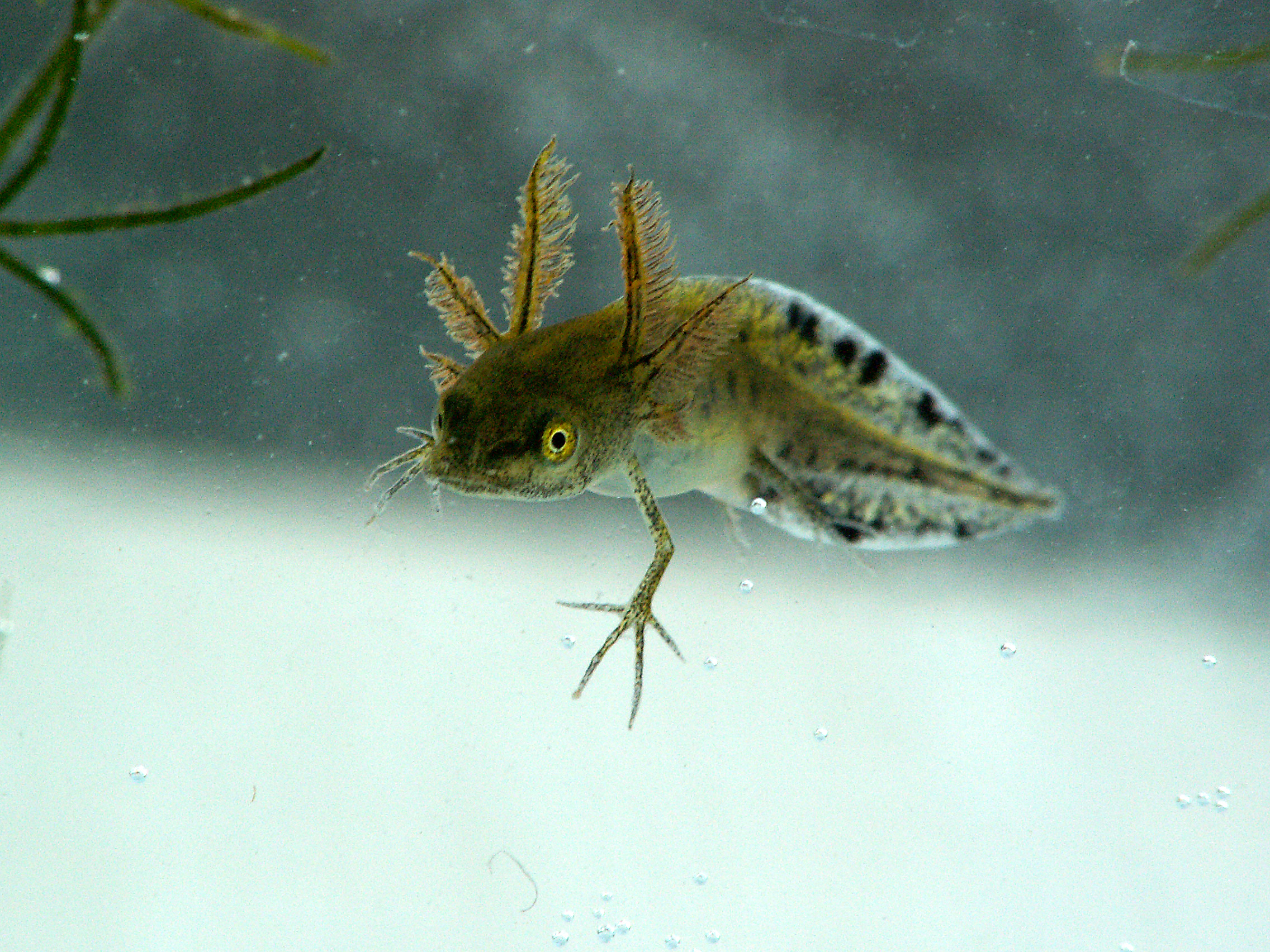
Гребенчатый тритон, стадия личинки

Весну и первую половину лета тритоны проводят в водоёмах — озёрах, старицах, заводях рек, болотах, прудах, иногда в канавах и ямах с водой. Избегают загрязнённых водоёмов и хозяйственной деятельности человека. Во второй половине лета тритоны живут на суше, в лесу.
В водоёмах активны днём, на суше — преимущественно в сумерки и ночью, днём прячутся в пустотах почвы, в скалах, под упавшими стволами деревьев, в гнилых пнях, иногда в кротовых норах. Здесь же они часто и зимуют, но в некоторых случаях могут зимовать в водоёмах.

## Жизненный цикл
Вид преимущественно распространён в лесной местности хвойного, лиственного или смешанного типа, также встречается в парках и садах, на лугах. Для размножения выбирает мелкие водоёмы с чистой водой, обычно встречается в более глубоких водоёмах, чем обыкновенный тритон. Икринки заворачиваются в листья водных растений по 1, редко по 2—3 штуки. Эмбриональное развитие длится 13—18 дней, личиночное — около 3 месяцев. Иногда личинки зимуют, особенно в горах. В некоторых популяциях появляются неотенические личинки, обычно это связано с попаданием тритонов в водоёмы с отвесными берегами, которые не позволяют животным выходить на сушу, а также в неволе, если тритонов содержат в аквариуме. Молодые тритоны, выйдя на сушу, держатся скрытно, и не уходят далеко от водоёмов. Здесь же они обычно и зимуют.

## Регенерация
Как показал Р. Маттей в 1925 году, у гребенчатого тритона зрение способно восстанавливаться после перерезания зрительного нерва.

## Угрозы и охрана
Гребенчатый тритон очень чувствителен к качеству воды в водоёмах, в связи с чем в результате деятельности человека (промышленного загрязнения воды и осушения водоёмов) его популяции сокращаются быстрее, чем популяции других видов амфибий. В городских биотопах и у границ ареала, где популяции тритона изолированы, угрозу представляют также зарастание, обмеление и эвтрофикация водоёмов. В связи с пелагическим образом жизни личинок, они уязвимы для хищных рыб. Так, интродукция ротана-головёшки в Московскую область привела к общему сокращению местных популяций гребенчатого тритона и вымиранию некоторых из них. К другим угрозам относятся уничтожение лесов, урбанизация, расчистка прудов, загрязнение пестицидами, браконьерство и прямое уничтожение людьми.
Начиная с 1940-х годов в Европе популяция гребенчатых тритонов уменьшалась из-за уничтожения их мест обитания.
В Международной Красной книге виду присвоена категория LC как вызывающая наименьшее опасение. Занесён в Красные книги Латвии, Литвы, Эстонии. Рекомендован к внесению в Красную книгу России. Занесён в Красные книги ряда субъектов РФ: Архангельской, Брянской, Вологодской, Ивановской, Курской, Ленинградской, Липецкой, Московской, Свердловской, Тамбовской, Тверской, Самарской, Ульяновской, Челябинской областей, Москвы и Санкт-Петербурга, республик Башкортостан, Карелия, Татарстан и Чувашия.